# Китайгородська волость (Ушицький повіт)
Китайгородська волость — історична адміністративно-територіальна одиниця Ушицького повіту Подільської губернії з центром у містечку Китайгород.

## Склад волості
Станом на 1885 рік складалася з 15 поселень, 13 сільських громад. Населення — 8 876 осіб (4 445 чоловічої статі та 4 431 — жіночої), 1106 дворових господарства.
|                     | Площа, десятин | У тому числі орної, десятин |
| ------------------- | -------------- | --------------------------- |
| Сільських громад    | 6502           | 5728                        |
| Приватної власності | 9383           | 4676                        |
| Казенної власності  | —              | —                           |
| Іншої власності     | 422            | 339                         |
| Загалом             | 16307          | 10743                       |

Основні поселення волості:
- Китайгород — містечко при річці Тернава за 50 верст від повітового міста, 816 осіб, 116 дворових господарств,  волосне правління, 2 православні церкви, костел, 3 єврейські молитовні будинки, 2 заїжджих двори, 3 заїжджих будинки, торгівельна лазня, 24 крамниці, базари по неділям через 2 тижні, 4 водяних млини, винокурня. За 10 верст від містечка знаходиться пивоварня із заїжджим будинком.
- Бодачівка (Колодіївка) — колишнє власницьке село, 768 осіб, 113 дворових господарств, православна церква, школа, заїжджий будинок, водяний млин.
- Вихватнівці —  колишнє власницьке село, 1042 осіб, 163 дворових господарств, православна церква, заїжджий будинок, 2 водяних млини, винокурня.
- Гелетинці — колишнє власницьке село при річці Тернава, 78 осіб, 15 дворових господарств, водяний млин.
- Дерев'яна — колишнє власницьке село, 464 осіб, 63 дворових господарств, православна церква, заїжджий будинок, водяний млин.
- Калачківці — колишнє власницьке село, 386 осіб, 63 дворових господарств, православна церква, заїжджий будинок, водяний млин.
- Крушанівка — колишнє власницьке село, 910 осіб, 138 дворових господарств, православна церква, школа, заїжджий будинок, водяний млин.
- Нефедівці — колишнє власницьке село при річці Студениця, 800 осіб, 116 дворових господарств, православна церква, заїжджий будинок, водяний млин.
- Патринці — колишнє власницьке село при річці Студениця, 279 осіб, 38 дворових господарств, православна церква, заїжджий будинок.
- Погоріла — колишнє власницьке село, 86 осіб, 18 дворових господарств.
- Рогізна — колишнє власницьке село, 853 осіб, 112 дворових господарств, православна церква, заїжджий будинок.
- Студениця — містечко при річці Дністер, 914 осіб, 124 дворових господарств, православна церква, єврейський молитовний будинок, 4 заїжджих двори, торгова лазня, 6 крамниць, 2 водяних млини, винокурня, базари по неділях через 2 тижні.
- Субіч — колишнє власницьке село при річці Дністер, 275 осіб, 37 дворових господарств, православна церква, заїжджий будинок, кузня.

## Ліквідація волості
Друга сесія ВУЦВК VII скликання, яка відбувалася 12 квітня 1923 р., своєю постановою «Про новий адміністративно-територіальний поділ України» скасувала волості і повіти, замінивши їх районами. Усі поселення Китайгородської волості ввійшли до складу Китай-Городського району.